# Газопереробний завод Дашур
Газопереробний завод Дашур — інфраструктурний об'єкт нафтогазової промисловості Єгипту, який розташований на південно-східній околиці каїрської агломерації та працює із продукцією родовищ Західної пустелі Єгипту.

## Загальний опис
На початку 1970-х у Західній пустелі почалась розробка нафтогазоконденсатного родовища Абу-Ель-Гарадік. З 1975-го його газ використовували для внутрішніх потреб промислу, проте запасів родовища вистачало, щоб започаткувати розвиток газового ринку в регіоні Каїру (можливо відзначити, що на той час газова промисловість Єгипту обмежувалась нещодавнім залученням до господарського обороту ресурсів виявленого у дельті родовища Абу-Маді). Як наслідок, в 1977-му став до ладу трубопровід Абу-Ель-Гарадік – Дашур, який подав ресурс блакитного палива до південних околиць Каїру. Тут ввели в дію газопереробний завод Дашур, майданчик для якого обрали дещо більш ніж за шість кілометрів на захід від русла Нілу.
Доправлена на ГПЗ Дашур продукція родовищ Західної пустелі проходить підготовку із вилученням пропан-бутанової фракції (також відома як зріджений нафтовий газ, ЗНГ). Станом на середину 2000-х років завод в Дашурі мав здатність приймати 3,9 млн м3 газу на добу, з яких за проєктом могли отримувати 300 тонн ЗНГ та випускати 3,5 млн м3 товарного газу.
Товариний газ спершу спрямували до розташованої на протилежному (східному) березі Нілу промислової зони Хелван, де його споживачами стали три цементні заводи та Хелуанський металургійний комбінат (наразі останній вже припинив свою діяльність). Також певну частину блакитного палива споживали електрогенеруючі потужності. Крім того, подали газ на вихідний пункт газопроводу Каїр – Суец. За кілька років за рахунок товарного газу з ГПЗ Дашур почав живитись проєкт Cairo Gas Distribution Project — перший, що мав за мету постачання ресурсу для побутових потреб мешканців каїрської агломерації.
Наразі значення поставок через ГПЗ Дашур для забезпечення каїрського регіону суттєво впало, що пояснюється надходженням основного ресурсу з потужного видобувного регіону дельти Нілу (трубопроводи Амірія – Дашур, Ідку – Дашур, Тальха — Каїр, Ель-Тіна – Міт-Нама, Абу-Султан – Каїр, Ель-Тіна – Дашур).